# 葛原岡神社

秋の葛原岡神社

葛原岡神社（くずはらおかじんじゃ）は、神奈川県鎌倉市の神社。

## 祭神
祭神の日野俊基は後醍醐天皇の側近で、討幕の決意を固めた後醍醐天皇の下で討幕計画を練っていたが、鎌倉幕府に計画が露見し、1332年（元弘2年）6月3日、鎌倉葛原岡において処刑された。
葛原岡は、当時鎌倉の境界線となっていたため、処刑場ともなっていた。

## 歴史
明治になり、討幕の先駆者として後醍醐天皇の下に馳せ参じた忠臣たちを顕彰する動きが高まり、日野俊基も建武中興の礎となった忠臣の一人として、終焉の地となった当地に神社を創建することになった。
神社は創建されたものの、当社の社格は「無格社」であった。他の忠臣の神社（建武中興十五社）のように別格官幣社に昇格する動きもあったが、実現せずに終わった。
後醍醐天皇の建武中興を成し遂げたことから「開運の神様」として、俊基が優れた文化人だったことから「学問の神様」として、今も崇敬されている。

## 文化財
- 日野俊基墓（史跡 昭和2年4月8日指定）[3]

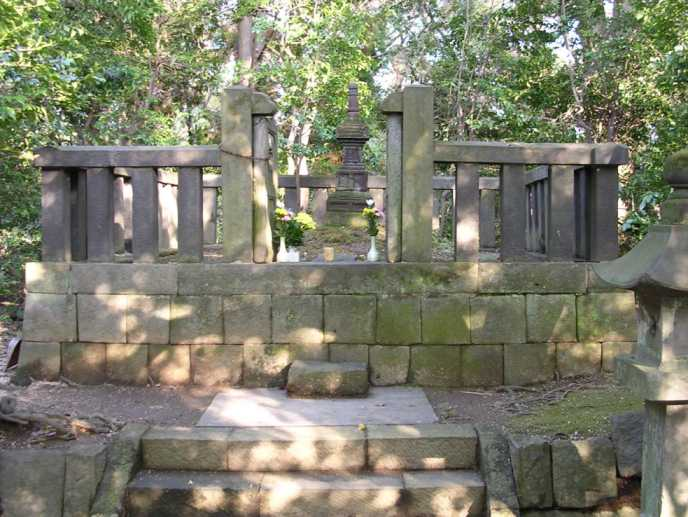
日野俊基墓

## 交通アクセス
- 北鎌倉駅より徒歩30分。

## 近隣の史跡・施設
- 化粧坂
- 源氏山公園